# Brice Jovial
Brice Jovial (Aubervilliers, Francia, 25 de enero de 1984) es un exfutbolista francés que jugaba en la posición de delantero centro.

## Carrera

### Club
| Periodo   | Club                      | Apariciones | Goles |
| --------- | ------------------------- | ----------- | ----- |
| 2003-2005 | RCF Paris                 | 46          | 17    |
| 2005      | Empoli FC                 | 0           | 0     |
| 2005-2006 | AS Cannes                 | 17          | 4     |
| 2006-2008 | Royal Charleroi SC        | 30          | 2     |
| 2007-2008 | → Union Namur (cedido)    | 2           | 0     |
| 2009      | US Sénart-Moissy          | 13          | 6     |
| 2009-2010 | AS Beauvais               | 16          | 9     |
| 2010–2011 | Le Havre AC               | 46          | 19    |
| 2011–2013 | Dijon FCO                 | 54          | 16    |
| 2013      | → Chengdu Blades (cedido) | 15          | 10    |
| 2014      | Chengdu Tiancheng         | 22          | 12    |
| 2015      | Wuhan Zall                | 28          | 12    |

### Selección nacional
Jugó para Guadalupe en dos partidos de la Copa de Oro de la Concacaf 2011 donde anotó los dos goles en la derrota por 2-3 ante Panamá, los únicos goles de Guadalupe en el torneo.

## Logros
- Championnat de France Amateur (1): 2004